# Přeckov

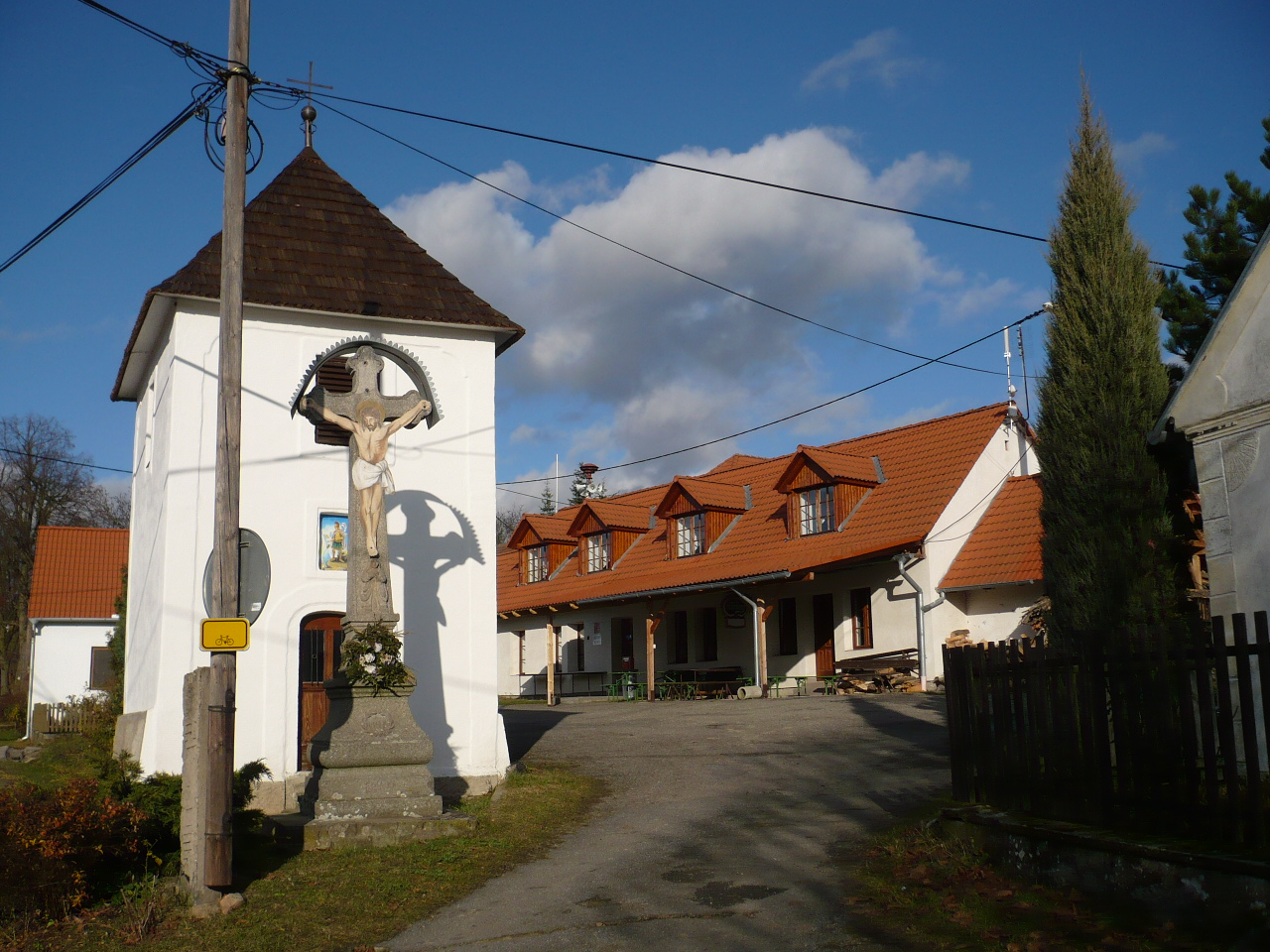
Dorfplatz mit Kapelle und Kreuz

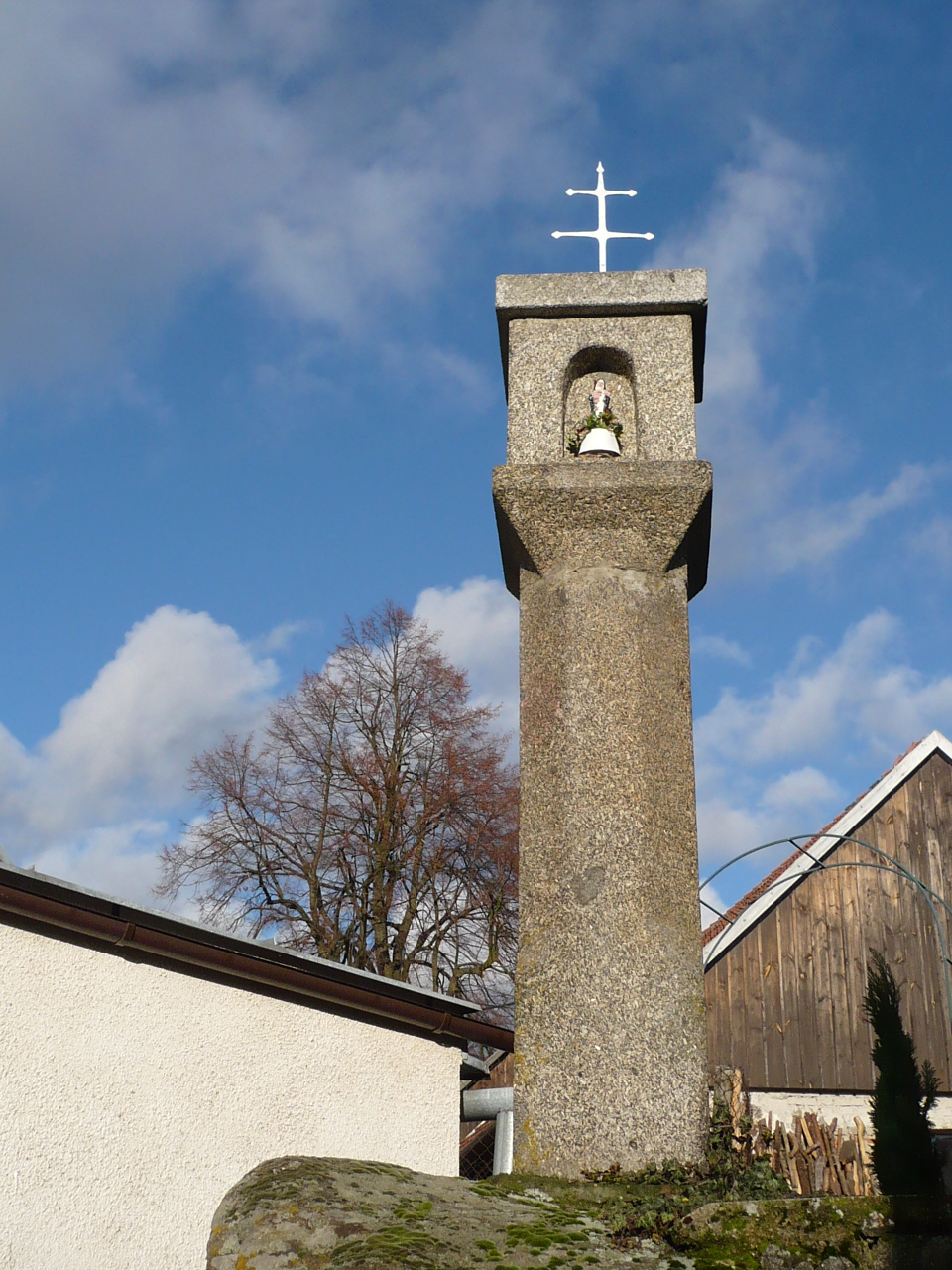
Bildstock

Přeckov (deutsch Przeczkau, 1939–45 Pretzkow) ist eine Gemeinde in Tschechien. Sie liegt acht Kilometer nördlich von Třebíč und gehört zum Okres Třebíč.

## Geographie
Přeckov befindet sich in der Křižanovská vrchovina (Krischanauer Bergland) im Süden der Böhmisch-Mährischen Höhe. Das Dorf liegt linksseitig des Baches Přeckovský potok, der oberhalb von Přeckov den Teich Horní Přeckov und unterhalb den Podlipský rybník speist. Nördlich erhebt sich der Bukový kopec (600 m n.m.), im Süden die Ostrá hora (496 m n.m.) sowie westlich die Jelení hlava (617 m n.m.). Die Gemeinde ist Teil des Naturparks Třebíčsko.
Nachbarorte sind Hroznatín und Nový Telečkov im Norden, Vlčatín und Rudíkov im Nordosten, Věterák, Obora und Budišov im Osten, Nový Dvůr, Nárameč und Valdíkov im Südosten, Trnava und Pocoucov im Süden, Budíkovice und Okřešice im Südwesten, Vartemberk und Červená Lhota im Westen sowie Kukla, Čechtín, Věstoňovice und Horní Vilémovice im Nordwesten.

## Geschichte
Die erste schriftliche Erwähnung des Dorfes erfolgte 1360 im Zusammenhang mit Zdislav von Přeckov. Přeckov war zu dieser Zeit ein landtäfliges Gut mit einer Feste, dessen Besitzer oftmals wechselten. Im Jahre 1495 erwarb Johann von Lomnitz das Gut Přeckov und schlug es seiner Herrschaft Meziříčí zu. Zu Beginn des 17. Jahrhunderts bestand das Dorf aus 13 Anwesen, einer gemeindlichen Dörrhütte (Pazderna) und einem Hirtenhaus (Pastouška) sowie einem Glockenturm mit dem Bildnis der hl. Dreifaltigkeit. 1790 hatte das Dorf 121 Einwohner und bestand aus 19 Häusern.
Im Jahre 1842 bestand das im Iglauer Kreis gelegene Dorf Přetschkau bzw. Přečkow aus 26 Häusern, in denen 177 Personen lebten. Přetschkau umfasste 12 Bauernstellen und 14 Häusler. Im Ort gab es ein Erbgericht, die Feste und der Hof waren erloschen. Pfarr- und Schulort war Rudikau. Bis zur Mitte des 19. Jahrhunderts blieb Přetschkau der Herrschaft Meziříčí untertänig.
Nach der Aufhebung der Patrimonialherrschaften bildete Přečkov / Przeczkau ab 1849 einen Ortsteil der Gemeinde Rudíkov im Gerichtsbezirk Groß Meseritsch. Ab 1869 gehörte Přečkov zum Bezirk Groß Meseritsch. Zu dieser Zeit hatte das Dorf 174 Einwohner und bestand aus 27 Häusern. In den 1870er Jahren löste sich Přečkov von Rudíkov los und bildete eine eigene Gemeinde. Im Jahre 1900 lebten in Přečkov 149 Personen; 1910 waren es 146. Zu Beginn des 20. Jahrhunderts wurde der Ortsname in Přeckov geändert. Beim Zensus von 1921 lebten in den 31 Häusern des Dorfes 140 Tschechen. Im Jahre 1930 bestand Přeckov aus 30 Häusern und hatte 152 Einwohner. Zwischen 1939 und 1945 gehörte Přeckov / Pretzkow zum Protektorat Böhmen und Mähren. Nach dem Ende des Zweiten Weltkrieges zogen einige Familien in die Grenzgebiete. Im Jahre 1950 hatte das Dorf 125 Einwohner. In dieser Zeit wurden die Landwirte zwangskollektiviert und die Flächen dem Staatsgut Křižanov zugeordnet. Im Zuge der Gebietsreform und der Aufhebung des Okres Velké Meziříčí wurde die Gemeinde am 1. Juli 1960 dem Okres Třebíč zugewiesen. Infolgedessen wurden auch die landwirtschaftlichen Flächen dem Staatsgut Třebíč und ab 1973 dem s.s.s. Oseva in Jaroměřice nad Rokytnou zugeordnet. Beim Zensus von 2001 lebten in den 27 Häusern von Přeckov 64 Personen.

## Sehenswürdigkeiten
- Kapelle der hl. Dreifaltigkeit auf dem Dorfplatz, sie entstand zu Beginn des 19. Jahrhunderts durch Umbau des Glockenturmes. Vor der Kapelle steht ein hohes steinernes Kreuz.
- Steinerne Betsäule am Haus Nr. 25, errichtet zu Beginn des 19. Jahrhunderts
- Nischenkapelle am Weg nach Hroznatín
- Wüste Feste Přeckov, erhalten sind Wälle beim Stall und den Gärten des Hauses Nr. 1
- Mehrere Wegkreuze
- Naturdenkmal Pazderna, am nördlichen Ortsrand